# 倉敷市立上成小学校
倉敷市立上成小学校（くらしきしりつ うわなりしょうがっこう）は、岡山県倉敷市の西部に位置する玉島にある公立小学校。

## 概要
倉敷市にある市立小学校の一校である。国道429号線の沿線にあり、近くを高梁川が流れている。

## 基礎データ

### 所在地
- 郵便番号：〒713-8103
- 所在地：岡山県倉敷市玉島乙島6191番地

## 沿革

### 略歴
倉敷市立上成小学校は、1873年（明治6年）、益習小学校として設立された。その後、1901年に上成尋常小学校が新設され、1922年に玉島第一尋常小学校に改称した。第二次世界大戦降伏後の学制改革によって、玉島町立玉島第一小学校となった。その後、玉島市立上成小学校を経て、1967年、現在の倉敷市立上成小学校となった。

### 年表
《主な出典：》
- 1873年（明治6年）4月 - 益習小学校創設。
- 1887年（明治20年） - 尋常小学校と改称。
- 1889年（明治22年）4月 - 尋常玉島上成小学校と改称。
- 1893年（明治26年）10月 - 玉島尋常小学校分教場と改称。
- 1901年（明治34年）4月 - 上成尋常小学校新設。
- 1903年（明治36年）10月 - 第一玉島尋常小学校と改称。
- 1908年（明治41年） - 上成尋常小学校と改称。
- 1913年（大正2年）2月 - 新校舎落成。
- 1922年（大正11年）4月 - 玉島第一尋常小学校と改称。
- 1941年（昭和16年）4月 - 国民学校令により玉島第一国民学校と改称。
- 1947年（昭和22年）4月 - 学制改革により玉島町立玉島第一小学校と改称。
- 1952年（昭和27年）1月 - 玉島市の発足により玉島市立上成小学校と改称。
- 1960年（昭和35年）3月 - 校歌制定（作詩：大岩徳二、作曲：水野康孝）。
- 1967年（昭和42年）2月 - 玉島市・倉敷市・児島市の合併により倉敷市が発足、倉敷市立上成小学校と改称。
- 1968年（昭和43年）5月 - 新校舎落成（3階建普通教室12）。
- 1980年（昭和55年）4月 - 特殊学級開設。
- 1989年（平成元年）10月 - 大規模改修工事竣工。
- 1999年（平成11年）4月 - 情緒障害児学級新設。
- 2001年（平成13年）
  - 4月 - 「上成キラキラ児童クラブ」開設。知的障害児学級新設。
  - 6月 - 学校評議員制導入。
- 2002年（平成14年）4月 - 教科担任制、TT指導（英語版）、スキルタイム（朝の学習等）導入。
- 2017年（平成29年）1月 - エアコン工事完了（普通教室）。

## 教育目標
豊かな心をもち、心身ともにたくましく主体的に行動できる子どもを育成する。

## 学校行事
| - 4月 始業式・入学式 - 5月 スポーツフェスティバル - 6月 社会科見学（4年）、海の学習（5・6年） | - 7月 終業式 - 8月 - 9月 始業式、社会科見学（3年）、山の学習（4年） | - 10月 秋の遠足（1～3年）、社会科見学（5年）、修学旅行（6年） - 11月 学芸会 - 12月 終業式 | - 1月 始業式 - 2月 - 3月 修了式・卒業式 |

## 通学区域
- 倉敷市[4][5]
  - 玉島上成の一部（長尾小学校の通学区域を除く）
  - 玉島の一部（玉島小学校、長尾小学校の通学区域を除く）
  - 玉島乙島の一部（玉島小学校、乙島小学校、乙島東小学校の通学区域を除く）

## 進学先中学校
- 公立の場合は玉島東中学校に進学する[6][7]。

## 交通
- JR西日本山陽本線新倉敷駅より徒歩30分

## 通学区域が隣接している学校
- 倉敷市立乙島東小学校
- 倉敷市立乙島小学校
- 倉敷市立玉島小学校
- 倉敷市立長尾小学校
- 倉敷市立船穂小学校
- 倉敷市立連島北小学校
- 倉敷市立連島西浦小学校
- 倉敷市立連島南小学校